# 嫁殺しの池

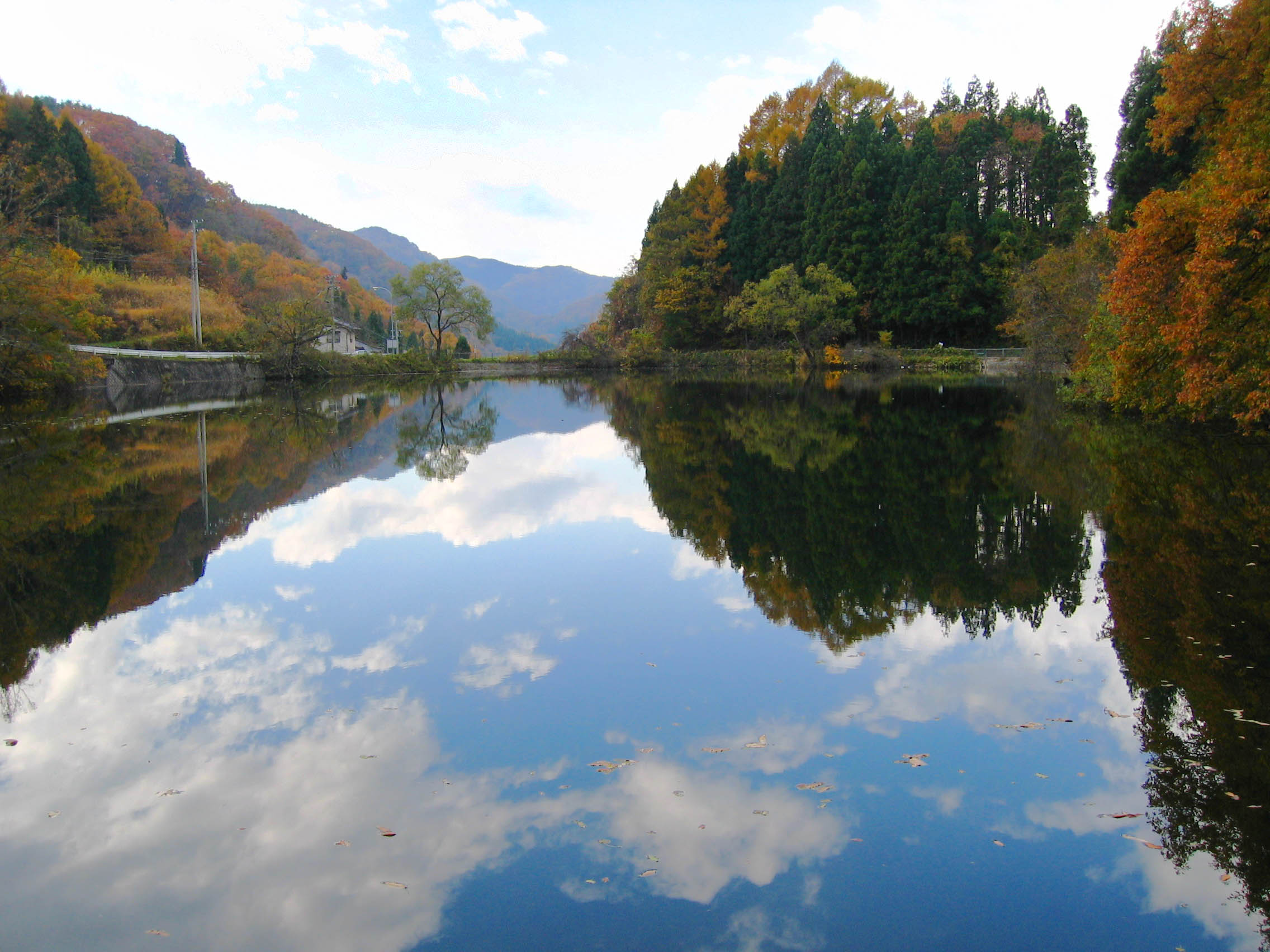
嫁殺しの池

嫁殺しの池（よめころしのいけ）は、長野県長野市にある池。明治時代初期に周辺の田畑に供給する農業（かんがい）用水を確保するために建設された、広さ1ヘクタール程度の小さなため池である。嫁池（よめいけ）ともいい、地元に伝わる嫁と姑との確執が生んだ悲劇をその名の由来としている。

## 歴史
嫁殺しの池にまつわる伝説として、要約すると以下のような物語が言い伝えられている。
むかし、意地悪な姑が嫁に田植えを一日で済ませるよう命じた。嫁は独りで朝早くから作業に取りかかったが、ついに日が暮れてしまう。嫁は天に向かって太陽が沈むのを待ってほしいと懇願した。すると願いが通じたのか、太陽は再び昇り、嫁は田植えをやり遂げることができた。間もなく太陽は沈み、嫁はその場に倒れ絶命した。嫁の周りでは水が噴き上がり、やがて池となった。

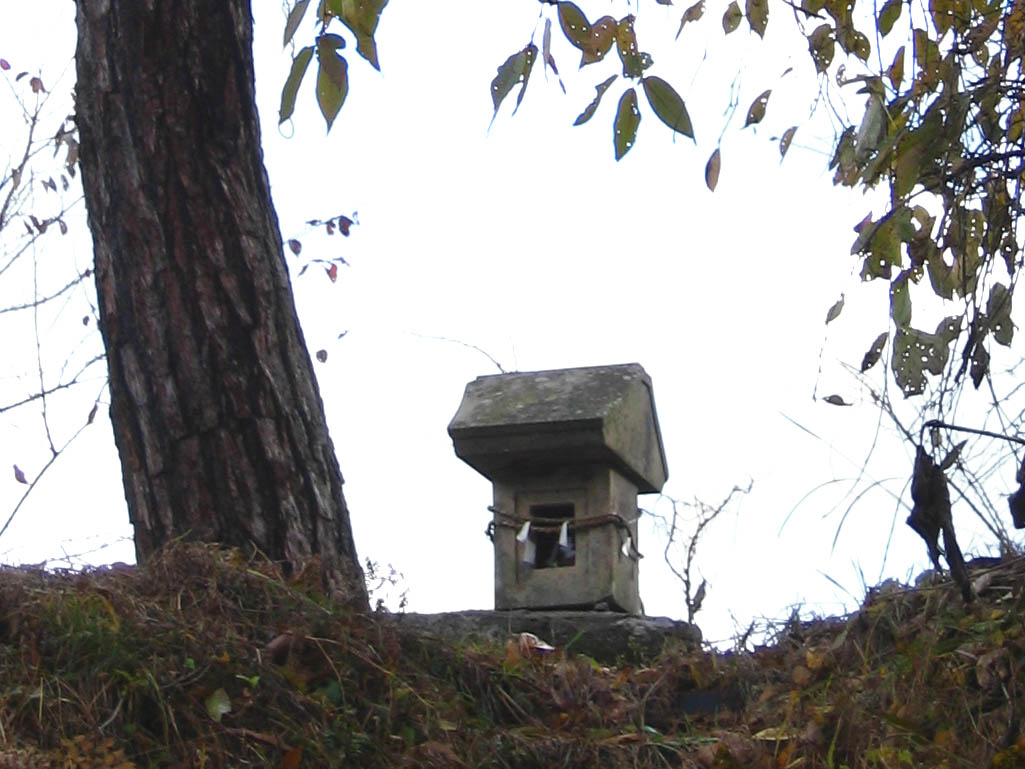
池のほとりの小さなほこら

上で示した要約では嫁が田植えを完遂したとあるが、結局一日で終えられずに疲れ果て死んだという話もある。さらに嫁の死後、赤い米が採れるようになったという話もある。ただ、物語の最後にある「水が噴き上がり池となった」という部分は、池が誕生した以降に付け加えられたものであると考えられている。実際、物語は池ができる前から言い伝えられており、池となっている場所はかつて水田だった土地である。
地元ではこうした言い伝えから、死んだ嫁の祟りをおそれ、慰霊のためのほこらを造った。それは現在でも池のほとりの小高い丘の上にある。そのほか、人手を募ってでも田植えを一日で終えるようにしていたところもあり、嫁と姑との関係を良好に保つよう努めているともいう。

## 周辺
嫁殺しの池は長野県長野市信更町三水字村漆、長野県道70号長野信州新線沿いにある。JR 信越本線および篠ノ井線、しなの鉄道の篠ノ井駅より信州新町行きのバスに乗り30分程度。池を通過し、琅鶴湖（水内ダム湖）に架けられた久米路橋を渡ると国道19号新久米路トンネル手前に出る。

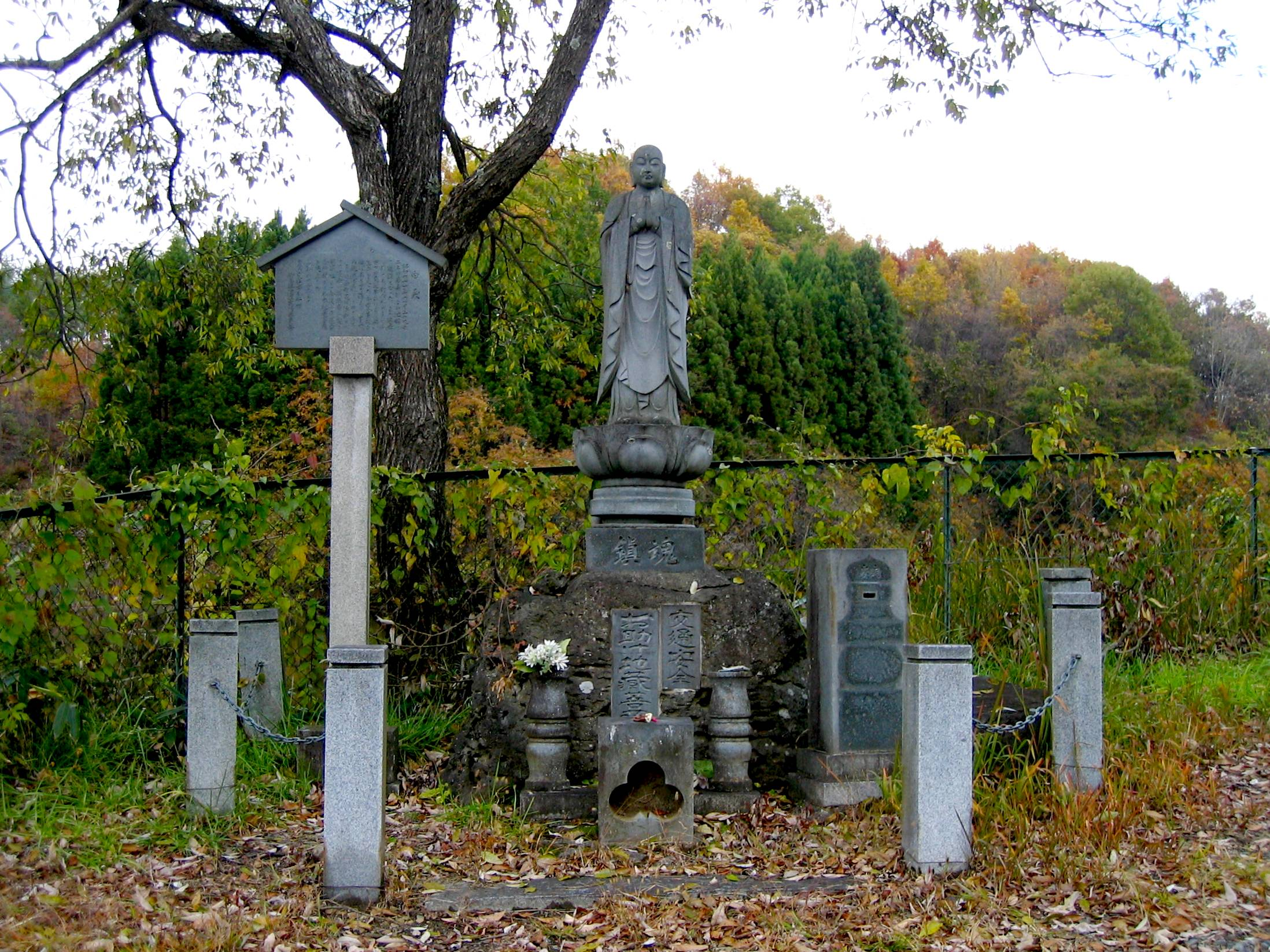
お助け地蔵菩薩

周辺の道路は道幅がせまく入り組んでおり、集落で暮らす住民の生活道路でもあることから交通量も相応にあるので運転には注意を要する。湖畔にあるお助け地蔵菩薩は、かつて池に乗用車が転落した交通事故を悼むとともに、交通安全への願いから建立されたものである。